# 15252 Yoshiken
15252 Yoshiken è un asteroide della fascia principale. Scoperto nel 1990, presenta un'orbita caratterizzata da un semiasse maggiore pari a 2,3168905 UA e da un'eccentricità di 0,1306356, inclinata di 7,51347° rispetto all'eclittica.